# Cassini Glacier
Cassini Glacier är en glaciär i Antarktis. Den ligger i Östantarktis. Nya Zeeland gör anspråk på området. Cassini Glacier ligger 775 meter över havet.
Terrängen runt Cassini Glacier är varierad, och sluttar norrut. Trakten är obefolkad. Det finns inga samhällen i närheten. 